# Navette d'Eurotunnel
Eurotunnel Le Shuttle (/ø.ʁɔ.ty.nɛl lə ʃœtəl/) est un service de ferroutage exploité par la société française privée Getlink (ex-Groupe Eurotunnel), dans le tunnel sous la Manche. Ce service, qui fonctionne entre les terminaux de Calais / Coquelles (France) et Folkestone (Angleterre), comprend deux types de navettes :
- des navettes transportant des camions,
- des navettes transportant des voitures et des autocars

La traction des navettes est assurée par un couple de locomotives « Class 9000 » avec une disposition Bo'Bo'Bo' (trois bogies à deux essieux) construites par Brush Traction de 1993 à 2002. Il y a une locomotive à chaque extrémité de la rame.

## Histoire
Nombre de camions (HGVs) transportés par navette (shuttles).
Le graphique qui aurait dû être présenté ici ne peut pas être affiché car il utilise l'ancienne extension Graph, désactivée pour des questions de sécurité. Des indications pour créer un nouveau graphique avec la nouvelle extension Chart sont disponibles ici.

## Les navettes
Le parc total compte 9 navettes passagers (voitures et autocars) et 18 navettes camions de 800 mètres de long chacune, ainsi que 57 locomotives électriques.

### Traction

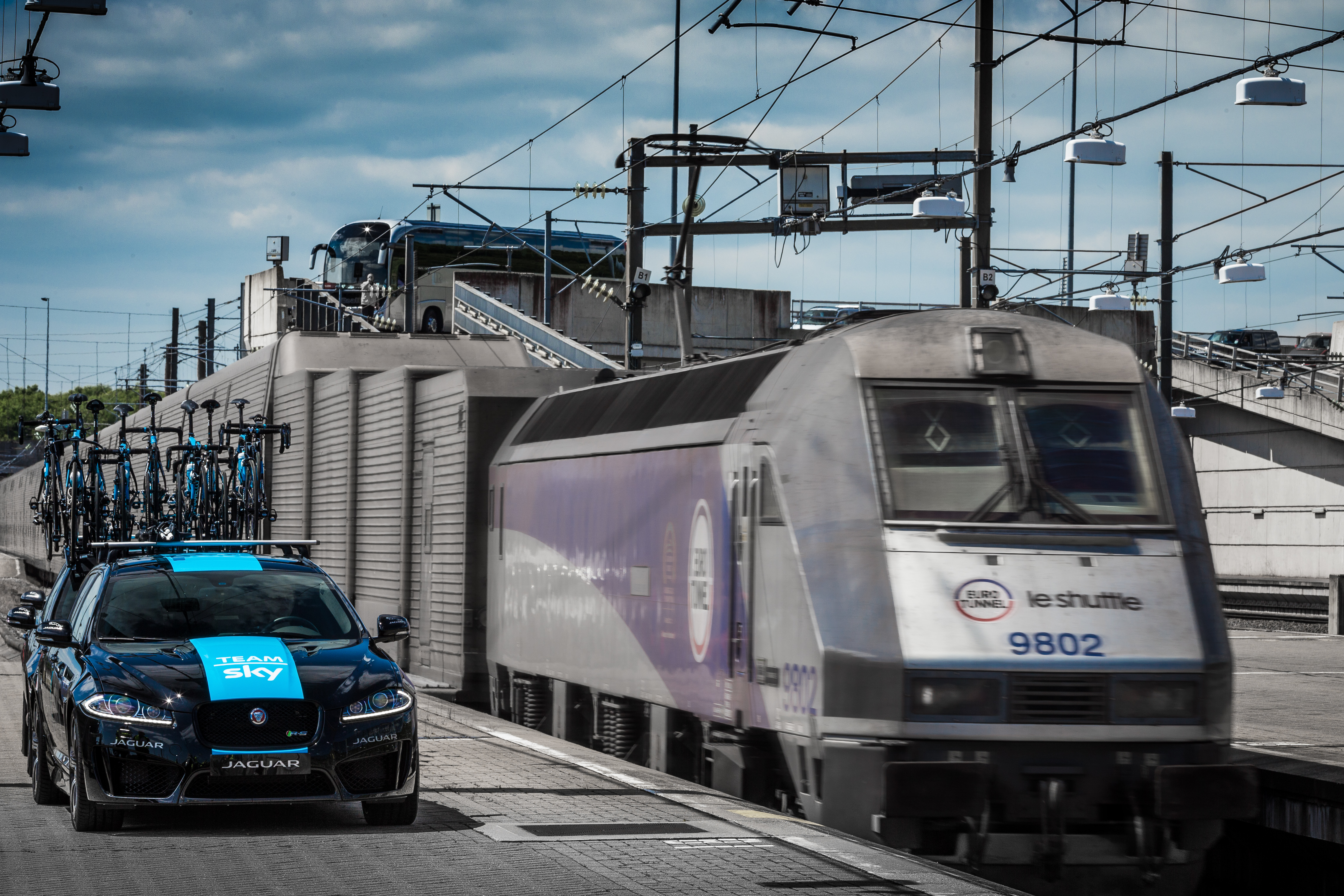
Class 9000.

La traction des trains de navettes se fait par une locomotive à chaque extrémité. Ce sont des class 9000.

### Navettes camions

Navette camions Eurotunnel.

Eurotunnel dispose d’un parc de 18 navettes camions, dont 3 nouvelles navettes de type WBN de 3ème génération, 9 navettes de type Arbel et 6 navettes de type Breda-Fiat, chacune composée de 2 locomotives, de 3 wagons chargeurs-déchargeurs et de 32 ou 30 wagons porteurs, qui permettent de transporter autant de camions de 44 tonnes.  
Les conducteurs doivent quitter leur véhicule et se regrouper dans un wagon club (club car) pendant tout le trajet. 
C'est le constructeur italien Breda C.F. qui a été retenu par le consortium TML pour fournir les 6 premières navettes camions, 202 wagons porteurs et 23 wagons chargeurs. 
Beaucoup moins cher que Bréda (68 millions de francs par navette contre 269), le constructeur douaisien Arbel Fauvet Rail est retenu à partir de 1996 par Eurotunnel pour fournir en tout 9 navettes camions, 292 wagons porteurs et 29 wagons chargeurs.
En janvier 2015, Eurotunnel commande trois navettes supplémentaires à la société allemande "WBN Waggonbau Niesky GmbH" pour 40 millions d'euros qui ont été livrées en 2016-2017.
Les navettes camions sont en concurrence directe avec les ferries, et indirecte avec les lignes maritimes et les trains de marchandises de la Société nationale des chemins de fer français (SNCF) ou d'EWS transitant par le tunnel.

### Navettes passagers

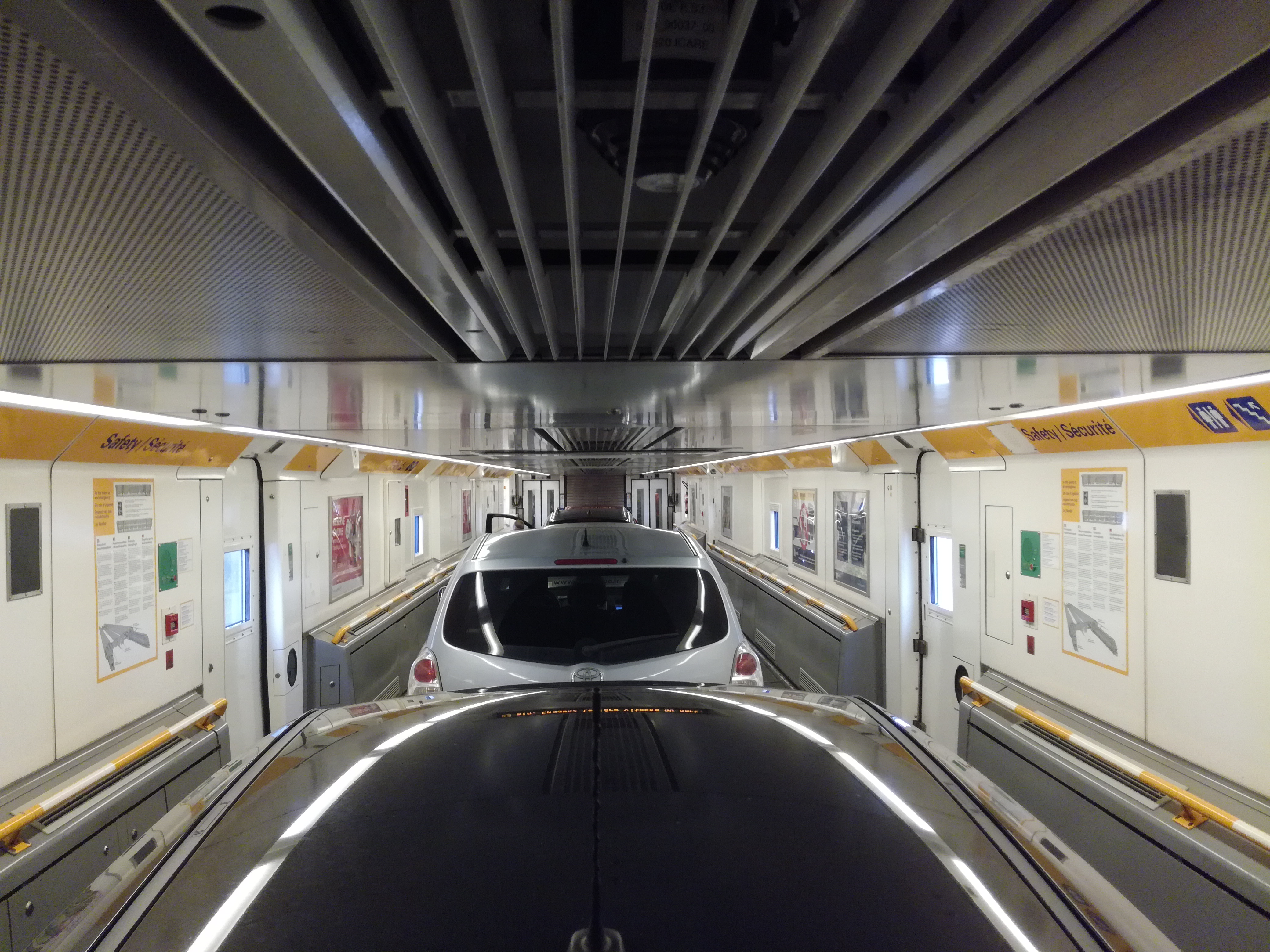
Navette voitures.
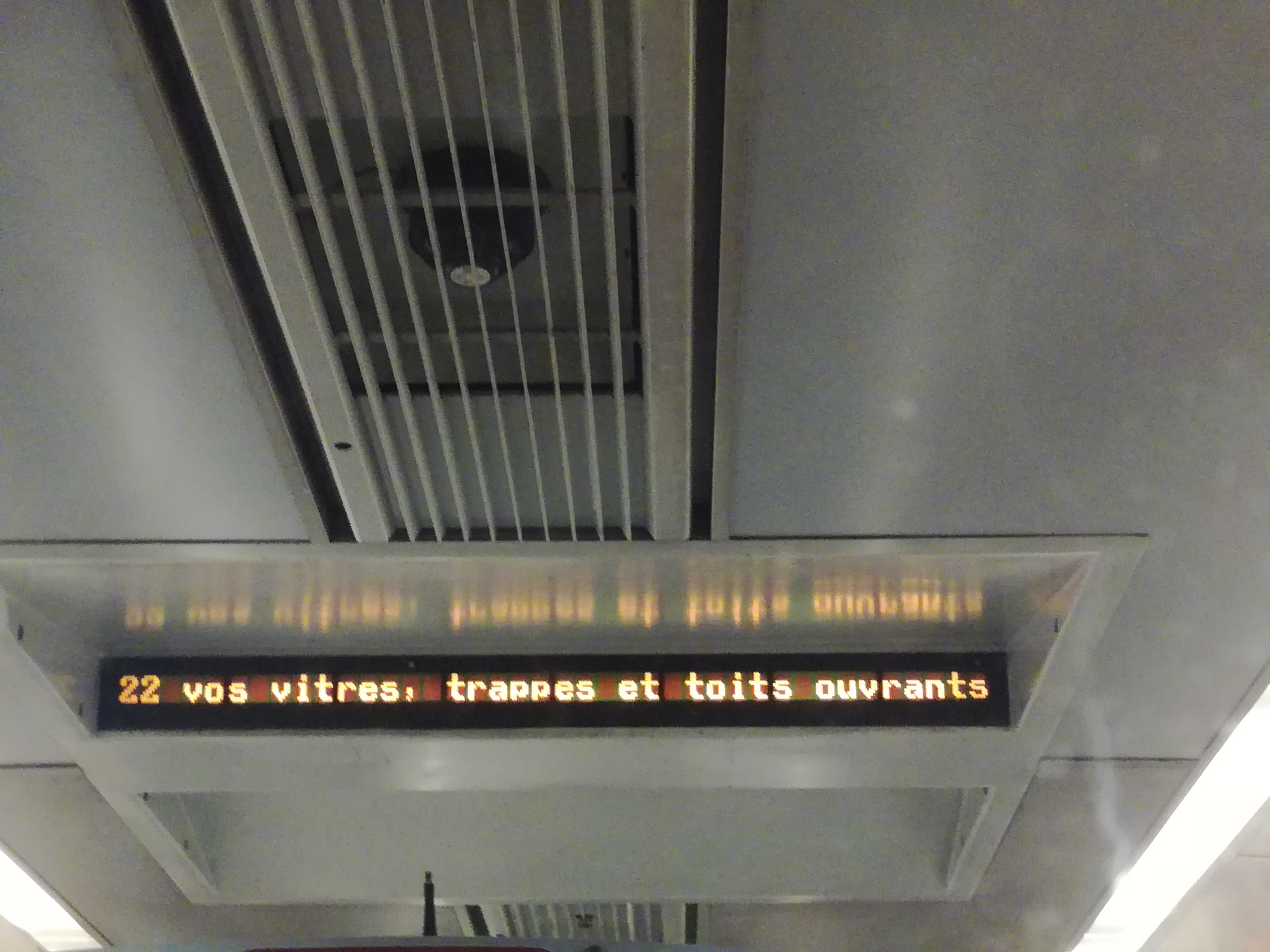
Panneau d'affichage.
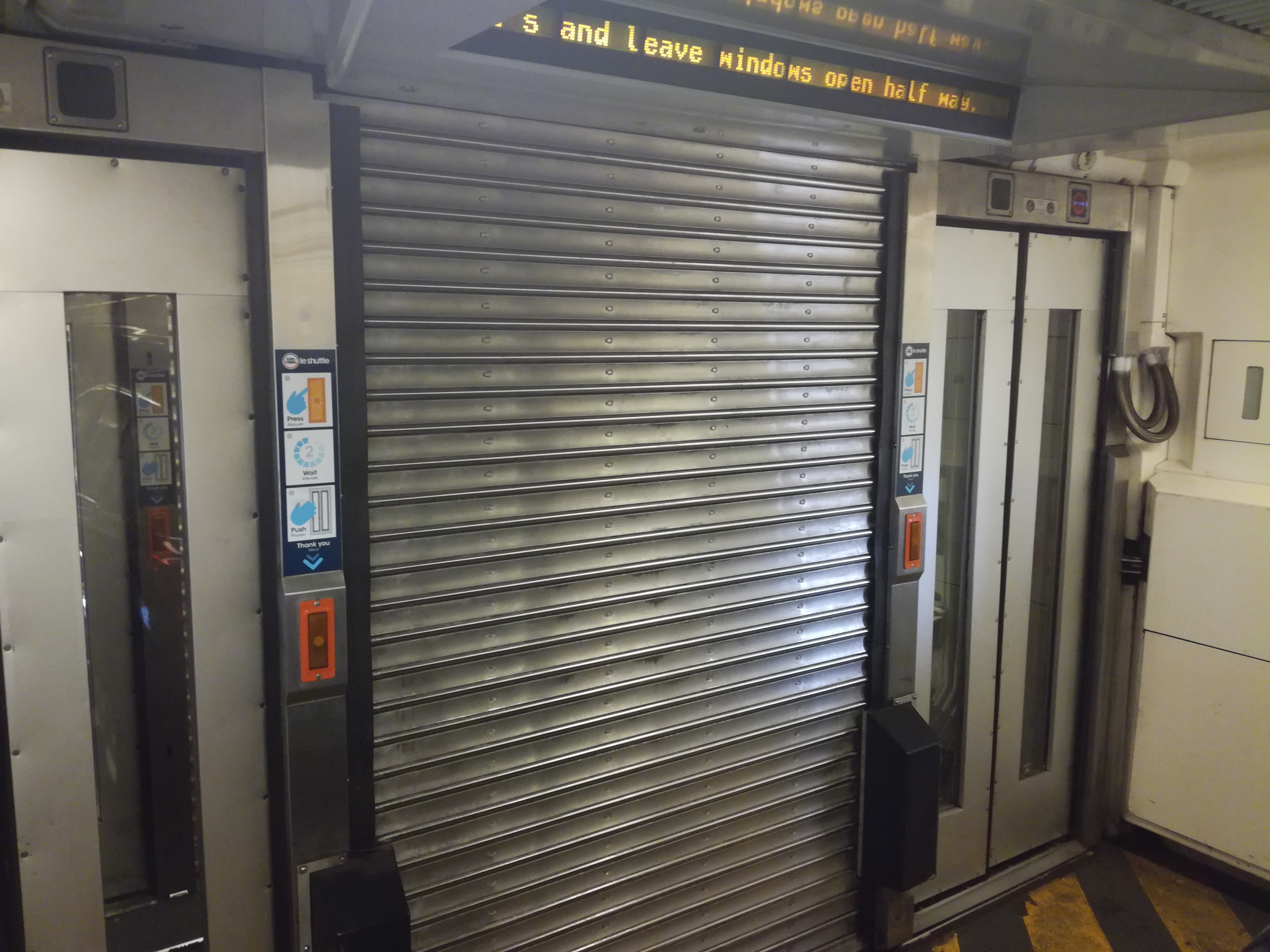
Portes et rideau coupe-feu.

Les navettes passagers sont en concurrence directe avec les ferries pour les voyageurs avec automobile, et indirecte avec les lignes aériennes et les services Eurostar transitant par le tunnel pour les voyageurs sans automobile. Les navettes ont été construites en 1993 par Bombardier Transport à Crespin-Blanc-Misseron, près de Valenciennes.
Une navette passagers se compose de deux parties d'environ 400 mètres chacune, soit 800 mètres de long :
- 12 wagons simple pont destinés à recevoir les autocars et véhicules dont la hauteur est supérieure à 1,85 m ;
- 12 wagons à deux niveaux destinés à recevoir les voitures.

Chaque partie de 12 wagons porteurs est encadrée par deux wagons de chargement/déchargement.
Les véhicules entrent par une extrémité du train, et sortent par l'autre. Les passagers restent a priori à l'intérieur de leurs véhicules pendant toute la traversée, mais ils peuvent sortir faire quelques pas dans les wagons.
Spécificité des wagons de chargement / déchargement, les deux wagons à simple pont ont une structure capable de s'ouvrir sur elle-même, tandis que ceux à deux ponts sont équipés de portes coulissantes. 
En configuration standard, la navette permet de transporter 120 véhicules de tourisme et 12 autocars.
Dans le cadre de son programme « Mi-Vie » s’étalant de 2018 à 2026, Eurotunnel a signé avec Bombardier Transport un contrat pour la rénovation de 9 Navettes « PAX ». La livraison des rames rénovées se déroulera entre mi-2022 et mi-2026.

### Les centres de contrôle ferroviaire et du trafic routier
Ils sont disponibles 24h/24 et 7j/7.
La gestion d’ensemble du système de transport d’Eurotunnel est effectuée à partir d’un centre de contrôle ferroviaire, le RCC. Ils sont au nombre de deux, un sur chaque terminal et peuvent se relayer pour prendre tour à tour le contrôle du système. Le RCC gère l’ensemble du trafic ferroviaire (navettes et trains) circulant sur la concession, c’est-à-dire sur les terminaux et dans les tunnels. 
Le système comprend deux parties, d’une part le système RTM (Rail Traffic Management) qui gère la circulation ferroviaire et d’autre part le système EMS (Engineering Management System) qui gère les équipements fixes tels que la ventilation, l’éclairage, l’alimentation caténaire.
Les Centres de contrôle du trafic routier (TCC) ont pour mission de prendre en charge, sur chaque terminal, les véhicules des clients des services passagers et camions qui se présentent aux péages jusqu’à leur embarquement en navettes de même que depuis la sortie de la navette jusqu’aux voies de sorties sur les autoroutes A16 en France et M20 en UK.

### Terminaux
- Terminal de Coquelles du tunnel sous la Manche
- Terminal de Folkestone du tunnel sous la Manche

### Douane et police des frontières
Les Douanes françaises et britanniques et les Polices aux frontières françaises et britanniques sont présentes sur les terminaux de Coquelles et de Folkestone. Pour des raisons pratiques, la police britannique se trouve sur le sol français et vice-versa, les contrôles se faisant avant l'embarquement dans les navettes. Les contrôles sont dits juxtaposés.